# Agua del Toro
Agua del Toro är en ort i Mexiko.   Den ligger i kommunen Santa Lucía Monteverde och delstaten Oaxaca, i den sydöstra delen av landet, 300 km sydost om huvudstaden Mexico City. Agua del Toro ligger 2 730 meter över havet och antalet invånare är 754.
Terrängen runt Agua del Toro är bergig åt nordväst, men åt sydost är den kuperad. Agua del Toro ligger uppe på en höjd. Runt Agua del Toro är det ganska tätbefolkat, med 72 invånare per kvadratkilometer. Närmaste större samhälle är Villa Chalcatongo de Hidalgo, 16,1 km öster om Agua del Toro. Trakten runt Agua del Toro består i huvudsak av gräsmarker.